# Dinastia ptolemaica
Els ptolemeus, ptolomeus, dinastia lagida o dels lagides (grec antic: Πτολεμαῖοι, Ptolemaioi; en llatí Lāgīdæ), governà Egipte entre el 323 aC i el 30 aC. El nom de lagida deriva del pare del primer rei, Lagos, rei macedoni, però en general se la coneix més com dinastia Ptolemaica o dels ptolemeus perquè la majoria dels reis (faraons) van portar el nom de ptolemeu. El primer rei fou Ptolemeu I Soter, que era un general d'Alexandre el Gran que va rebre el govern d'Egipte a la mort d'Alexandre el 323 aC i va assolir el títol reial el 305 aC. Fou el sobirà que va introduir l'hel·lenisme a Egipte. La darrera reina fou Cleòpatra VII, l'amant primer de Juli Cèsar i després de Marc Antoni, que es va suïcidar després de la derrota d'Àccium el 31 aC. El 30 aC August va convertir Egipte en província romana.
Ptolemeu, un dels set somatofilacs (companys guardaespatlles), general i possible mig germà d'Alexandre el Gran, va ser nomenat sàtrapa d'Egipte després de la mort d'Alexandre l'any 323 aC. L'any 305 aC, es va declarar el faraó Ptolemeu I, més tard conegut com a Sōter "Salvador". Els egipcis aviat van acceptar els Ptolemeus com a successors dels faraons de l'Egipte independent. La família de Ptolemeu va governar Egipte fins a la conquesta romana del 30 aC.
Igual que les dinasties anteriors de l'antic Egipte, la dinastia ptolemaica va practicar la consanguinitat incloent el matrimoni entre germans, però això no va començar de debò fins gairebé un segle en la història de la dinastia. Tots els governants masculins de la dinastia van prendre el nom de Ptolemeu, mentre que les reines regnants eren totes anomenades Cleòpatra, Arsinoe o Berenice. El membre més famós de la línia va ser l'última reina, Cleòpatra VII, coneguda pel seu paper en les batalles polítiques romanes entre Juli Cèsar i Pompeu, i més tard entre Octavi i Marc Antoni. El seu aparent suïcidi a la conquesta de Roma va marcar el final del domini ptolemaic a Egipte.

## La monarquia hel·lenística
La monarquia hel·lenística era personal, la qual cosa significava que podia arribar a ser sobirà qualsevol que, per mitjà de la seva conducta, els seus mèrits o les seves accions militars, pogués aspirar al títol de basileus. En conseqüència, la victòria militar era, la majoria de les vegades, l'acte que legitimava l'accés al tron, permetent així regnar sobre una província o un estat. Seleuc I va utilitzar l'ocupació de Babilònia el 312 aC per legitimar la seva presència a Mesopotàmia, o la seva victòria el 281 aC sobre Lisímac per justificar les seves reivindicacions sobre el Bòsfor i Tràcia. Així mateix, els reis de Bitínia van treure profit de la victòria el 277 aC de Nicomedes I sobre els gàlates per afirmar les seves pretensions territorials.
Aquesta monarquia personal no tenia regles de successió precises, per la qual cosa eren freqüents querelles incessants i assassinats entre els molts aspirants. Tampoc existien lleis fonamentals ni textos que determinaran els poders del sobirà, sinó que era el mateix sobirà qui determinava l'abast del seu poder. Aquest caràcter absolut i personal era, alhora, la força i la debilitat d'aquestes monarquies hel·lenístiques, en funció de les característiques i la personalitat del sobirà. Per tant, va ser necessari crear ideologies que justifiquessin la dominació de les dinasties d'origen macedoni i de cultura grega sobre els pobles totalment ignorants d'aquesta civilització. La Dinastia Ptolemaica va passar, d'aquesta manera, a ser faraons davant els egipcis i tenien dret a aliar-se amb el clergat autòcton, atorgant esplèndides donacions als temples.
Pel que fa als pobles d'origen grec i macedònic que també governaven, els sobirans hel·lenístics havien de mostrar la imatge d'un rei just, que assegurés la pau i el benestar dels seus pobles, existint així la noció de Evergetes, el rei com a benefactor dels seus súbdits. Una de les conseqüències, esdevinguda ja en el regnat d'Alexandre el Gran, va ser la divinització del sobirà, a qui rendien honors els súbdits i les ciutats autònomes o independents que havien estat afavorides pel rei, el que va permetre reforçar la cohesió de cada regne en entorn de la dinastia regnant.
La fragilitat del poder dels sobirans hel·lenístics els obligava a una incessant activitat. En primer lloc calia vèncer militarment als seus adversaris, de manera que el període es va caracteritzar per una sèrie de conflictes entre els mateixos sobirans hel·lenístics o contra altres adversaris exteriors, com els parts o la incipient Antiga Roma. Els sobirans es veien obligats a viatjar constantment per tal d'instal·lar guarnicions, alhora que s'erigien ciutats que controlessin millor les divisions administratives dels seus regnes, sent sens dubte Antíoc III el monarca hel·lenístic que més va viatjar entre Grècia, Síria, Egipte, Mesopotàmia, Pèrsia i les fronteres de l'Índia i Àsia Menor, abans de morir a prop de la ciutat de Susa el 187 aC Per tal de mantenir les seves armades i finançar la construcció de les ciutats, va ser indispensable que els sobirans desenvolupessin una sòlida administració i fiscalitat. Els regnes hel·lenístics es van convertir així en gegantines estructures d'explotació fiscal, erigint-se en hereus directes de l'Imperi Aquemènida. Aquest treball esgotador, al qual s'unien les incessants queixes i recriminacions (ja que el rei era també jutge per als seus súbdits) van fer exclamar a Seleuc I:
| «                                                                  | Si la gent sabés quant treball comporta escriure i llegir totes les cartes, ningú voldria ocupar una diadema, encara que s'arrossegués per terra. | » |
| — Plutarc, Moralia, «Si la política és la tasca dels ancians », II | |   |

Al voltant d'aquests sobirans gravitava una cort en la qual la comesa dels favorits es va tornar gradualment preponderant. Per regla general, eren els grecs i els macedonis els que gairebé sempre van ocupar el títol d'amics del rei (philoi). El desig d'Alexandre el Gran d'associar les elits asiàtiques al poder va ser abandonat, pel que aquesta dominació política greco-macedònica va adquirir, en molts aspectes, l'aparença d'una dominació colonial. Per aconseguir uns col·laboradors fidels i eficaços, el rei havia d'enriquir-los amb donacions i dominis pertanyents al domini real, la qual cosa no va impedir que alguns marcadors mantinguessin una dubtosa fidelitat, i de vegades, especialment en cas d'una minoria d'edat real, exercir efectivament el poder. Són els casos d'Hermies, del qual Antíoc III no va poder desfer-se fàcilment, o Sosibi a Egipte, a qui Polibi va atribuir una reputació sinistra.
Aquests reis disposaven d'un poder absolut, però estaven sotmesos a múltiples obligacions, com assegurar les seves fronteres, vèncer els seus enemics i posar a prova la seva naturalesa real per mitjà del seu comportament, legitimant la seva funció per la divinització de la seva persona. En l'època clàssica, el model de la monarquia, rebutjada pels filòsofs grecs, era asiàtic, en l'època hel·lenística era grec.

### Culte al rei
La monarquia hel·lenística es va recolzar en una aristocràcia creada pel mateix rei i va desenvolupar un caràcter especialment cosmopolita, molt lluny de l'anterior noblesa pairal. D'ara endavant el rei no seria triat lliurement pels seus ciutadans. Els reis hel·lenístics i els seus nobles van ser triats pel mateix rei però per dur a terme amb èxit i davant el poble tal sistema, van insistir en la idea de la divinitat, és a dir, el rei tenia dret a governar i a seleccionar la noblesa perquè el seu poder l'havia obtingut a través del seu llinatge diví i perquè ell mateix era en certa manera un déu. El pas següent va ser iniciar el culte al rei.
Aquest sistema de divinització va ser més polític que religiós i tenia els seus antecedents en el pensament grec anterior amb exemples de veneració a herois i altres personatges mortals que es van convertir en deïtats després de la seva mort, com és l'exemple d'Asclepi i altres figures menors que havien estat caps militars o fundadors de ciutats. La deïficació en vida dels reis hel·lenístics mai o gairebé mai va ser un assumpte purament religiós o espiritual; ningú va anar a resar o a demanar gràcies especials a cap d'aquests personatges. No obstant això va ser necessari establir el poder polític en éssers considerats pels seus súbdits com a déus.
El culte al rei havia començat ja en la figura d'Alexandre el Gran que va ser reconegut com un mortal realitzador de grans gestes i descendent d'Hèracles, confirmat en l'oracle de Siwa com a fill del mateix Zeus - Amon. La deïficació d'Alexandre en vida li va servir en moltes ocasions com aprovació i reconeixement legal del seu poder reial. El mateix Alexandre es prenia la seva deïficació com una cosa molt seriosa. Després de la seva mort moltes de les ciutats hel·lenístiques van seguir aquest procés, deïficant a alguns dels seus diàdocs, com va passar amb Demetri Poliorcetes, Antígon II Gònates, Lisímac de Tràcia, Cassandre, Seleuc I Nicàtor i Ptolemeu I.

#### Deïficació dels ptolemeus
Ptolemeu I mai va demanar honors divins però el seu fill Ptolemeu II va organitzar la cerimònia de l'apoteosi pel pare i la mare Berenice I, amb el títol de déus salvadors (Sóter). Més tard, cap a l'any 270, Ptolemeu II i la seva dona Arsínoe I van ser deïficats en vida amb el títol de déus germans (Filadelf). Se sap que se'ls va rendir culte en el santuari d'Alexandre el Gran que encara existia, on el seu diàdoc Ptolemeu I havia dipositat el cos. (En l'actualitat és un misteri el parador d'aquest santuari.)
Els reis i reines successors de Ptolemeu II van ser deïficats immediatament després del seu ascens al tron, amb cerimònies d'apoteosi en què podia veure la influència de la religió i tradició egípcies. En l'Egipte hel·lenístic el culte al rei va ser una fusió entre les tradicions gregues per a la deïficació política i les tradicions egípcies, amb una gran càrrega religiosa.

#### Gots de la reina
Són unes gerres de ceràmica vidriada, fabricades en sèrie, que s'utilitzaven en les festes que es feien per al culte dels reis. S'aixecaven altars provisionals on es feien les ofrenes. Les libacions de vi es dipositaven en aquestes gerres especials que solien estar decorades amb el retrat de la reina que ocupava el tron en aquest moment. En l'entorn artístic es diuen gots de la reina perquè sempre ve representada la reina, amb una cornucòpia a la mà esquerra i un plat de libacions a la dreta, amb un altar i un pilar sagrat. Els relleus descrits anaven acompanyats amb inscripcions que servien per identificar la reina representada. Algunes d'aquestes gerres o gots han aparegut en diferents tombes. Aquests exemplars es poden datar des de Ptolemeu II fins a l'any 116 aC. El vestit de les reines és fonamentalment grec: porten un xitó sense mànigues i un himation enrotllat al voltant de la cintura i recollit sobre el braç esquerre.

### Deïficació dels selèucides
A la mort de Seleuc I el seu fill Antíoc I Sòter va preparar la cerimònia per a la seva apoteosi. Més tard es va fundar un sacerdoci especialitzat per al culte del monarca viu i dels seus avantpassats. Els reis de Pèrgam van dir ser descendents del déu Dionís. Aquests reis eren venerats en vida però només després de la seva mort rebien el títol de theos. Antíoc III en el 193 a C. va crear una comunitat de sacerdotesses que serien les encarregades del culte a la seva dona Laodice. Una de les normes dictades per aquest rei per a aquestes sacerdotesses va ser que en la seva indumentària havien de portar una corona d'or decorada amb retrats de la reina.

## L'exèrcit macedoni

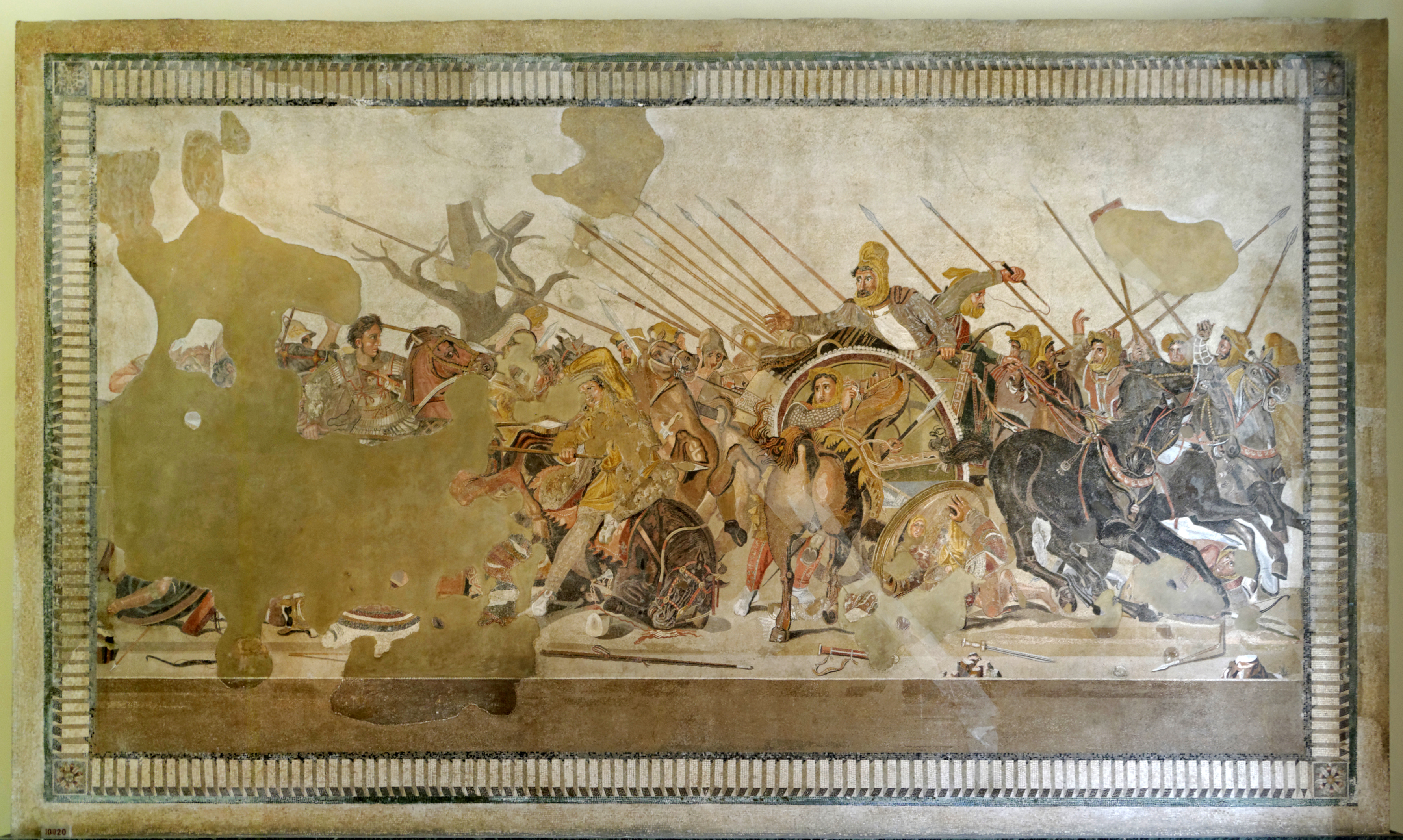
Batalla d'Issos representada en un mosaic de la Casa del Faune de Pompeia, exposada en el Museu Arqueològic de Nàpols.

L'exèrcit macedoni del Regne de Macedònia és considerat com un dels millors exèrcits de lleva de l'Antiguitat. Instrument de la conquesta de l'antiga Grècia, en el regnat de Filip II de Macedònia, després de l'Orient en el regnat d'Alexandre Magne, és el model sobre el qual es van formar els exèrcits dels regnes hel·lenístics, sobretot els dels selèucides i làgides, als segles iii i II aC. La seva dominació va acabar amb la conquesta romana, que va demostrar la superioritat de la legió sobre la falange macedònia en la batalla de Pidna el 168 aC, finalitzant la Tercera Guerra Macedònica.
Les innovacions militars, tant en les armes com en les tàctiques, dutes a terme per Filip II van forjar l'exèrcit que va conquerir un imperi. Va convertir la guerra i el combat en un estil de vida pels macedonis, els qui fins llavors havien considerat l'exèrcit com una ocupació a temps parcial per exercir-la fora de la temporada agrícola. En introduir l'exèrcit com una ocupació a temps complet, Filip va poder entrenar als seus homes amb regularitat, cimentant la unitat i la cohesió. Aquest va crear una de les millors màquines militars que Àsia o Grècia havien vist mai, gràcies a la suma de temps i esforç invertit tant en maniobres com en innovacions militars.
Les innovacions tàctiques incloïen un ús més eficaç de la tradicional falange grega, com dels atacs coordinats, en primer lloc, la combinació d'armes i les tàctiques militars entre les seves unitats d'infanteria de la falange, cavalleria, arquers i armes de setge. Les armes introduïdes eren la sarisa, un tipus de pica llarga de pes equilibrat, que va aportar molts avantatges, ofensives i defensives, per a la infanteria macedònia en particular, i per a l'exèrcit combinat en general.
Els exèrcits creats per Filip comprenien una amalgama de diferents forces. Macedonis i altres grecs (especialment de Tessàlia), així com una àmplia gamma de mercenaris de l'altre costat del mar Egeu. Després del 338 aC, molts dels nous reclutes de Filip per a la seva planejada invasió de Pèrsia van venir des de totes les parts del món grec i dels Balcans, encara que la major part de l'exèrcit el constituïen els macedonis.

## Llista de sobirans hel·lènics d'Egipte
- Cleòmenes de Naucratis 331-323 aC (governador)
- Ptolemeu I Soter 323-284 aC (governador 323-305 aC) (esposa principal Berenice I)
- Ptolemeu II Filadelf 284-246 aC (associat 284-282 aC)
- Ptolemeu III Evergetes I 246-222 aC (esposa principal Berenice II)
- Ptolemeu IV Filopàtor 222-205 aC
- Agàtocles (usurpador) 205-204 aC
- Agatoclea regent 204 aC
- Ptolemeu V Epífanes 204-180 aC
- Ptolemeu VI Filomètor 180-164 aC
- Cleòpatra I, regent 180-176 aC
- Cleòpatra II (associada) 170-164 aC
- Ptolemeu VIII Evergetes II Fiscó, proclamat a Alexandria 170-169 aC, govern conjunt amb Ptolemeu VI i Cleòpatra II del 169 al 164 aC, i sol altre cop del 164 al 163 aC
- Ptolemeu VI Filomètor 163-145 aC
- Cleòpatra II, associada 163-145 aC, regent 145-144 aC
- Ptolemeu VII Neofilopàtor 145-144 aC (associat 145 aC ?, rei 145-144 aC)
- Ptolemeu VIII Evergetes Fiscó (rei de Cirene 163-145 aC) 144-131 aC (segona vegada)
- Cleòpatra II 131-127 aC
- Ptolemeu VIII Evergetes Fiscó 127-116 aC (tercera vegada)
- Cleòpatra III associada 127-116 aC, sola 116-115 aC
- Ptolemeu IX Làtir (Soter II) 116-110 aC (rei de Cirene 110-109 aC)
- Cleòpatra III, associada 116-110 aC i sola 110-109 aC
- Cleòpatra IV 115-114 aC (associada a Làtir)
- Cleòpatra V Selene 114-110 aC (associada a Làtir)
- Ptolemeu IX Làtir (Soter II) 109-108 aC (segona vegada, rei Cirene 108-104 aC, de Xipre 105-88 aC)
- Cleòpatra III 108-107 aC (sola)
- Ptolemeu X Alexandre I (rei de Xipre 115/114-105 aC) 107-88 aC
- Cleòpatra III 107-101 aC (associada a Alexandre I)
- Ptolemeu Apió, rei de Cirene 104-96 aC
- Ptolemeu IX Làtir (Soter II) 88-80 aC (tercera vegada)
- Berenice III Cleopatra 80 aC
- Ptolemeu XI Alexandre II 80 aC (associat amb Berenice III)
- Ptolemeu XII Auletes Neo-Dionisi (Noto) 80-58 aC
- Berenice IV 58-55 aC
- Cleòpatra VI 57-56 aC (associada)
- Arquelau I de Comana 56-55 aC
- Ptolemeu XII Auletes Neo-Dionisi (Noto) 55-51 aC (segona vegada)
- Cleòpatra VII (associada 52-51 aC) 52-30 aC
- Ptolemeu XIII Filopàtor 52-47 aC (conjuntament amb Cleòpatra VII)
- Ptolemeu XIV Filopàtor 47-44 aC
- Ptolemeu XV Cesarió (Cèsar Filopàtor Filomètor) 36-30 aC

## Arbre genealògic ptolemaic
|            |            |            |            | Lagos d'Eòrdia, Macedònia | Lagos d'Eòrdia, Macedònia | Lagos d'Eòrdia, Macedònia | Lagos d'Eòrdia, Macedònia | Lagos d'Eòrdia, Macedònia                         | Lagos d'Eòrdia, Macedònia                         |                                                   |                                                   | Arsínoe de Macedònia                              | Arsínoe de Macedònia                              | Arsínoe de Macedònia | Arsínoe de Macedònia | Arsínoe de Macedònia                        | Arsínoe de Macedònia                        |                                             |                                             |                                             |                                             |  |  |                                       |                                       |                                       |                                       |                                       |                                       |  |  |                                                        |                                                        |                                                        |                                                        |                                                        |                                                        |  |  |                                      |                                      |                                      |                                      |                                      |                                      |  |  |                          |                          |                          |                          |                          |                          |  |  |  |  |  |  |  |  |  |  |  |  |  |  |  |  |  |  |  |  |  |  |  |  |
|            |            |            |            | Lagos d'Eòrdia, Macedònia | Lagos d'Eòrdia, Macedònia | Lagos d'Eòrdia, Macedònia | Lagos d'Eòrdia, Macedònia | Lagos d'Eòrdia, Macedònia                         | Lagos d'Eòrdia, Macedònia                         |                                                   |                                                   | Arsínoe de Macedònia                              | Arsínoe de Macedònia                              | Arsínoe de Macedònia | Arsínoe de Macedònia | Arsínoe de Macedònia                        | Arsínoe de Macedònia                        |                                             |                                             |                                             |                                             |  |  |                                       |                                       |                                       |                                       |                                       |                                       |  |  |                                                        |                                                        |                                                        |                                                        |                                                        |                                                        |  |  |                                      |                                      |                                      |                                      |                                      |                                      |  |  |                          |                          |                          |                          |                          |                          |  |  |  |  |  |  |  |  |  |  |  |  |  |  |  |  |  |  |  |  |  |  |  |  |
|            |            |            |            |                           |                           |                           |                           |                                                   |                                                   |                                                   |                                                   |                                                   |                                                   |                      |                      |                                             |                                             |                                             |                                             |                                             |                                             |  |  |                                       |                                       |                                       |                                       |                                       |                                       |  |  |                                                        |                                                        |                                                        |                                                        |                                                        |                                                        |  |  |                                      |                                      |                                      |                                      |                                      |                                      |  |  |                          |                          |                          |                          |                          |                          |  |  |  |  |  |  |  |  |  |  |  |  |  |  |  |  |  |  |  |  |  |  |  |  |
|            |            |            |            |                           |                           |                           |                           | Ptolemeu I Sòter (R. 303-284 aC)                  | Ptolemeu I Sòter (R. 303-284 aC)                  | Ptolemeu I Sòter (R. 303-284 aC)                  | Ptolemeu I Sòter (R. 303-284 aC)                  | Ptolemeu I Sòter (R. 303-284 aC)                  | Ptolemeu I Sòter (R. 303-284 aC)                  |                      |                      | Berenice I                                  | Berenice I                                  | Berenice I                                  | Berenice I                                  | Berenice I                                  | Berenice I                                  |  |  | Felip                                 | Felip                                 | Felip                                 | Felip                                 | Felip                                 | Felip                                 |  |  |                                                        |                                                        |                                                        |                                                        |                                                        |                                                        |  |  |                                      |                                      |                                      |                                      |                                      |                                      |  |  |                          |                          |                          |                          |                          |                          |  |  |  |  |  |  |  |  |  |  |  |  |  |  |  |  |  |  |  |  |  |  |  |  |
|            |            |            |            |                           |                           |                           |                           | Ptolemeu I Sòter (R. 303-284 aC)                  | Ptolemeu I Sòter (R. 303-284 aC)                  | Ptolemeu I Sòter (R. 303-284 aC)                  | Ptolemeu I Sòter (R. 303-284 aC)                  | Ptolemeu I Sòter (R. 303-284 aC)                  | Ptolemeu I Sòter (R. 303-284 aC)                  |                      |                      | Berenice I                                  | Berenice I                                  | Berenice I                                  | Berenice I                                  | Berenice I                                  | Berenice I                                  |  |  | Felip                                 | Felip                                 | Felip                                 | Felip                                 | Felip                                 | Felip                                 |  |  |                                                        |                                                        |                                                        |                                                        |                                                        |                                                        |  |  |                                      |                                      |                                      |                                      |                                      |                                      |  |  |                          |                          |                          |                          |                          |                          |  |  |  |  |  |  |  |  |  |  |  |  |  |  |  |  |  |  |  |  |  |  |  |  |
|            |            |            |            |                           |                           |                           |                           |                                                   |                                                   |                                                   |                                                   |                                                   |                                                   |                      |                      |                                             |                                             |                                             |                                             |                                             |                                             |  |  |                                       |                                       |                                       |                                       |                                       |                                       |  |  |                                                        |                                                        |                                                        |                                                        |                                                        |                                                        |  |  |                                      |                                      |                                      |                                      |                                      |                                      |  |  |                          |                          |                          |                          |                          |                          |  |  |  |  |  |  |  |  |  |  |  |  |  |  |  |  |  |  |  |  |  |  |  |  |
|            |            |            |            |                           |                           |                           |                           |                                                   |                                                   |                                                   |                                                   |                                                   |                                                   |                      |                      |                                             |                                             |                                             |                                             |                                             |                                             |  |  |                                       |                                       |                                       |                                       |                                       |                                       |  |  |                                                        |                                                        |                                                        |                                                        |                                                        |                                                        |  |  |                                      |                                      |                                      |                                      |                                      |                                      |  |  |                          |                          |                          |                          |                          |                          |  |  |  |  |  |  |  |  |  |  |  |  |  |  |  |  |  |  |  |  |  |  |  |  |
| Arsínoe II | Arsínoe II | Arsínoe II | Arsínoe II | Arsínoe II                | Arsínoe II                |                           |                           | Ptolemeu II Filadelf (R. 284-246 aC)              | Ptolemeu II Filadelf (R. 284-246 aC)              | Ptolemeu II Filadelf (R. 284-246 aC)              | Ptolemeu II Filadelf (R. 284-246 aC)              | Ptolemeu II Filadelf (R. 284-246 aC)              | Ptolemeu II Filadelf (R. 284-246 aC)              |                      |                      | Arsínoe I                                   | Arsínoe I                                   | Arsínoe I                                   | Arsínoe I                                   | Arsínoe I                                   | Arsínoe I                                   |  |  | Magas de Cirene                       | Magas de Cirene                       | Magas de Cirene                       | Magas de Cirene                       | Magas de Cirene                       | Magas de Cirene                       |  |  | Arsínoe de Cirene                                      | Arsínoe de Cirene                                      | Arsínoe de Cirene                                      | Arsínoe de Cirene                                      | Arsínoe de Cirene                                      | Arsínoe de Cirene                                      |  |  |                                      |                                      |                                      |                                      |                                      |                                      |  |  |                          |                          |                          |                          |                          |                          |  |  |  |  |  |  |  |  |  |  |  |  |  |  |  |  |  |  |  |  |  |  |  |  |
| Arsínoe II | Arsínoe II | Arsínoe II | Arsínoe II | Arsínoe II                | Arsínoe II                |                           |                           | Ptolemeu II Filadelf (R. 284-246 aC)              | Ptolemeu II Filadelf (R. 284-246 aC)              | Ptolemeu II Filadelf (R. 284-246 aC)              | Ptolemeu II Filadelf (R. 284-246 aC)              | Ptolemeu II Filadelf (R. 284-246 aC)              | Ptolemeu II Filadelf (R. 284-246 aC)              |                      |                      | Arsínoe I                                   | Arsínoe I                                   | Arsínoe I                                   | Arsínoe I                                   | Arsínoe I                                   | Arsínoe I                                   |  |  | Magas de Cirene                       | Magas de Cirene                       | Magas de Cirene                       | Magas de Cirene                       | Magas de Cirene                       | Magas de Cirene                       |  |  | Arsínoe de Cirene                                      | Arsínoe de Cirene                                      | Arsínoe de Cirene                                      | Arsínoe de Cirene                                      | Arsínoe de Cirene                                      | Arsínoe de Cirene                                      |  |  |                                      |                                      |                                      |                                      |                                      |                                      |  |  |                          |                          |                          |                          |                          |                          |  |  |  |  |  |  |  |  |  |  |  |  |  |  |  |  |  |  |  |  |  |  |  |  |
|            |            |            |            |                           |                           |                           |                           |                                                   |                                                   |                                                   |                                                   |                                                   |                                                   |                      |                      |                                             |                                             |                                             |                                             |                                             |                                             |  |  |                                       |                                       |                                       |                                       |                                       |                                       |  |  |                                                        |                                                        |                                                        |                                                        |                                                        |                                                        |  |  |                                      |                                      |                                      |                                      |                                      |                                      |  |  |                          |                          |                          |                          |                          |                          |  |  |  |  |  |  |  |  |  |  |  |  |  |  |  |  |  |  |  |  |  |  |  |  |
|            |            |            |            |                           |                           |                           |                           |                                                   |                                                   |                                                   |                                                   |                                                   |                                                   |                      |                      |                                             |                                             |                                             |                                             |                                             |                                             |  |  |                                       |                                       |                                       |                                       |                                       |                                       |  |  |                                                        |                                                        |                                                        |                                                        |                                                        |                                                        |  |  |                                      |                                      |                                      |                                      |                                      |                                      |  |  |                          |                          |                          |                          |                          |                          |  |  |  |  |  |  |  |  |  |  |  |  |  |  |  |  |  |  |  |  |  |  |  |  |
|            |            |            |            |                           |                           |                           |                           |                                                   |                                                   |                                                   |                                                   |                                                   |                                                   |                      |                      | Ptolemeu III Evèrgetes I (R. 246-222 aC)    | Ptolemeu III Evèrgetes I (R. 246-222 aC)    | Ptolemeu III Evèrgetes I (R. 246-222 aC)    | Ptolemeu III Evèrgetes I (R. 246-222 aC)    | Ptolemeu III Evèrgetes I (R. 246-222 aC)    | Ptolemeu III Evèrgetes I (R. 246-222 aC)    |  |  | Berenice II                           | Berenice II                           | Berenice II                           | Berenice II                           | Berenice II                           | Berenice II                           |  |  |                                                        |                                                        |                                                        |                                                        |                                                        |                                                        |  |  |                                      |                                      |                                      |                                      |                                      |                                      |  |  |                          |                          |                          |                          |                          |                          |  |  |  |  |  |  |  |  |  |  |  |  |  |  |  |  |  |  |  |  |  |  |  |  |
|            |            |            |            |                           |                           |                           |                           |                                                   |                                                   |                                                   |                                                   |                                                   |                                                   |                      |                      | Ptolemeu III Evèrgetes I (R. 246-222 aC)    | Ptolemeu III Evèrgetes I (R. 246-222 aC)    | Ptolemeu III Evèrgetes I (R. 246-222 aC)    | Ptolemeu III Evèrgetes I (R. 246-222 aC)    | Ptolemeu III Evèrgetes I (R. 246-222 aC)    | Ptolemeu III Evèrgetes I (R. 246-222 aC)    |  |  | Berenice II                           | Berenice II                           | Berenice II                           | Berenice II                           | Berenice II                           | Berenice II                           |  |  |                                                        |                                                        |                                                        |                                                        |                                                        |                                                        |  |  |                                      |                                      |                                      |                                      |                                      |                                      |  |  |                          |                          |                          |                          |                          |                          |  |  |  |  |  |  |  |  |  |  |  |  |  |  |  |  |  |  |  |  |  |  |  |  |
|            |            |            |            |                           |                           |                           |                           |                                                   |                                                   |                                                   |                                                   |                                                   |                                                   |                      |                      |                                             |                                             |                                             |                                             |                                             |                                             |  |  |                                       |                                       |                                       |                                       |                                       |                                       |  |  |                                                        |                                                        |                                                        |                                                        |                                                        |                                                        |  |  |                                      |                                      |                                      |                                      |                                      |                                      |  |  |                          |                          |                          |                          |                          |                          |  |  |  |  |  |  |  |  |  |  |  |  |  |  |  |  |  |  |  |  |  |  |  |  |
|            |            |            |            |                           |                           |                           |                           |                                                   |                                                   |                                                   |                                                   |                                                   |                                                   |                      |                      |                                             |                                             |                                             |                                             |                                             |                                             |  |  |                                       |                                       |                                       |                                       |                                       |                                       |  |  |                                                        |                                                        |                                                        |                                                        |                                                        |                                                        |  |  |                                      |                                      |                                      |                                      |                                      |                                      |  |  |                          |                          |                          |                          |                          |                          |  |  |  |  |  |  |  |  |  |  |  |  |  |  |  |  |  |  |  |  |  |  |  |  |
|            |            |            |            |                           |                           |                           |                           |                                                   |                                                   |                                                   |                                                   |                                                   |                                                   |                      |                      | Ptolemeu IV Filopàtor (R. 222-205 aC)       | Ptolemeu IV Filopàtor (R. 222-205 aC)       | Ptolemeu IV Filopàtor (R. 222-205 aC)       | Ptolemeu IV Filopàtor (R. 222-205 aC)       | Ptolemeu IV Filopàtor (R. 222-205 aC)       | Ptolemeu IV Filopàtor (R. 222-205 aC)       |  |  | Arsínoe III                           | Arsínoe III                           | Arsínoe III                           | Arsínoe III                           | Arsínoe III                           | Arsínoe III                           |  |  |                                                        |                                                        |                                                        |                                                        |                                                        |                                                        |  |  |                                      |                                      |                                      |                                      |                                      |                                      |  |  |                          |                          |                          |                          |                          |                          |  |  |  |  |  |  |  |  |  |  |  |  |  |  |  |  |  |  |  |  |  |  |  |  |
|            |            |            |            |                           |                           |                           |                           |                                                   |                                                   |                                                   |                                                   |                                                   |                                                   |                      |                      | Ptolemeu IV Filopàtor (R. 222-205 aC)       | Ptolemeu IV Filopàtor (R. 222-205 aC)       | Ptolemeu IV Filopàtor (R. 222-205 aC)       | Ptolemeu IV Filopàtor (R. 222-205 aC)       | Ptolemeu IV Filopàtor (R. 222-205 aC)       | Ptolemeu IV Filopàtor (R. 222-205 aC)       |  |  | Arsínoe III                           | Arsínoe III                           | Arsínoe III                           | Arsínoe III                           | Arsínoe III                           | Arsínoe III                           |  |  |                                                        |                                                        |                                                        |                                                        |                                                        |                                                        |  |  |                                      |                                      |                                      |                                      |                                      |                                      |  |  |                          |                          |                          |                          |                          |                          |  |  |  |  |  |  |  |  |  |  |  |  |  |  |  |  |  |  |  |  |  |  |  |  |
|            |            |            |            |                           |                           |                           |                           |                                                   |                                                   |                                                   |                                                   |                                                   |                                                   |                      |                      |                                             |                                             |                                             |                                             |                                             |                                             |  |  |                                       |                                       |                                       |                                       |                                       |                                       |  |  |                                                        |                                                        |                                                        |                                                        |                                                        |                                                        |  |  |                                      |                                      |                                      |                                      |                                      |                                      |  |  |                          |                          |                          |                          |                          |                          |  |  |  |  |  |  |  |  |  |  |  |  |  |  |  |  |  |  |  |  |  |  |  |  |
|            |            |            |            |                           |                           |                           |                           |                                                   |                                                   |                                                   |                                                   |                                                   |                                                   |                      |                      |                                             |                                             |                                             |                                             |                                             |                                             |  |  |                                       |                                       |                                       |                                       |                                       |                                       |  |  |                                                        |                                                        |                                                        |                                                        |                                                        |                                                        |  |  |                                      |                                      |                                      |                                      |                                      |                                      |  |  |                          |                          |                          |                          |                          |                          |  |  |  |  |  |  |  |  |  |  |  |  |  |  |  |  |  |  |  |  |  |  |  |  |
|            |            |            |            |                           |                           |                           |                           |                                                   |                                                   |                                                   |                                                   |                                                   |                                                   |                      |                      | Ptolemeu V Epífanes (R. 205-180 aC)         | Ptolemeu V Epífanes (R. 205-180 aC)         | Ptolemeu V Epífanes (R. 205-180 aC)         | Ptolemeu V Epífanes (R. 205-180 aC)         | Ptolemeu V Epífanes (R. 205-180 aC)         | Ptolemeu V Epífanes (R. 205-180 aC)         |  |  | Cleòpatra I Sira                      | Cleòpatra I Sira                      | Cleòpatra I Sira                      | Cleòpatra I Sira                      | Cleòpatra I Sira                      | Cleòpatra I Sira                      |  |  |                                                        |                                                        |                                                        |                                                        |                                                        |                                                        |  |  |                                      |                                      |                                      |                                      |                                      |                                      |  |  |                          |                          |                          |                          |                          |                          |  |  |  |  |  |  |  |  |  |  |  |  |  |  |  |  |  |  |  |  |  |  |  |  |
|            |            |            |            |                           |                           |                           |                           |                                                   |                                                   |                                                   |                                                   |                                                   |                                                   |                      |                      | Ptolemeu V Epífanes (R. 205-180 aC)         | Ptolemeu V Epífanes (R. 205-180 aC)         | Ptolemeu V Epífanes (R. 205-180 aC)         | Ptolemeu V Epífanes (R. 205-180 aC)         | Ptolemeu V Epífanes (R. 205-180 aC)         | Ptolemeu V Epífanes (R. 205-180 aC)         |  |  | Cleòpatra I Sira                      | Cleòpatra I Sira                      | Cleòpatra I Sira                      | Cleòpatra I Sira                      | Cleòpatra I Sira                      | Cleòpatra I Sira                      |  |  |                                                        |                                                        |                                                        |                                                        |                                                        |                                                        |  |  |                                      |                                      |                                      |                                      |                                      |                                      |  |  |                          |                          |                          |                          |                          |                          |  |  |  |  |  |  |  |  |  |  |  |  |  |  |  |  |  |  |  |  |  |  |  |  |
|            |            |            |            |                           |                           |                           |                           |                                                   |                                                   |                                                   |                                                   |                                                   |                                                   |                      |                      |                                             |                                             |                                             |                                             |                                             |                                             |  |  |                                       |                                       |                                       |                                       |                                       |                                       |  |  |                                                        |                                                        |                                                        |                                                        |                                                        |                                                        |  |  |                                      |                                      |                                      |                                      |                                      |                                      |  |  |                          |                          |                          |                          |                          |                          |  |  |  |  |  |  |  |  |  |  |  |  |  |  |  |  |  |  |  |  |  |  |  |  |
|            |            |            |            |                           |                           |                           |                           |                                                   |                                                   |                                                   |                                                   |                                                   |                                                   |                      |                      |                                             |                                             |                                             |                                             |                                             |                                             |  |  |                                       |                                       |                                       |                                       |                                       |                                       |  |  |                                                        |                                                        |                                                        |                                                        |                                                        |                                                        |  |  |                                      |                                      |                                      |                                      |                                      |                                      |  |  |                          |                          |                          |                          |                          |                          |  |  |  |  |  |  |  |  |  |  |  |  |  |  |  |  |  |  |  |  |  |  |  |  |
|            |            |            |            |                           |                           |                           |                           | Ptolemeu VI Filomètor (R. 180-164 aC, 163-145 aC) | Ptolemeu VI Filomètor (R. 180-164 aC, 163-145 aC) | Ptolemeu VI Filomètor (R. 180-164 aC, 163-145 aC) | Ptolemeu VI Filomètor (R. 180-164 aC, 163-145 aC) | Ptolemeu VI Filomètor (R. 180-164 aC, 163-145 aC) | Ptolemeu VI Filomètor (R. 180-164 aC, 163-145 aC) |                      |                      | Cleòpatra II (R. 131-127 aC)                | Cleòpatra II (R. 131-127 aC)                | Cleòpatra II (R. 131-127 aC)                | Cleòpatra II (R. 131-127 aC)                | Cleòpatra II (R. 131-127 aC)                | Cleòpatra II (R. 131-127 aC)                |  |  |                                       |                                       |                                       |                                       |                                       |                                       |  |  | Ptolemeu VIII Evèrgetes II (R. 170-163 aC, 145-116 aC) | Ptolemeu VIII Evèrgetes II (R. 170-163 aC, 145-116 aC) | Ptolemeu VIII Evèrgetes II (R. 170-163 aC, 145-116 aC) | Ptolemeu VIII Evèrgetes II (R. 170-163 aC, 145-116 aC) | Ptolemeu VIII Evèrgetes II (R. 170-163 aC, 145-116 aC) | Ptolemeu VIII Evèrgetes II (R. 170-163 aC, 145-116 aC) |  |  | Eirene                               | Eirene                               | Eirene                               | Eirene                               | Eirene                               | Eirene                               |  |  |                          |                          |                          |                          |                          |                          |  |  |  |  |  |  |  |  |  |  |  |  |  |  |  |  |  |  |  |  |  |  |  |  |
|            |            |            |            |                           |                           |                           |                           | Ptolemeu VI Filomètor (R. 180-164 aC, 163-145 aC) | Ptolemeu VI Filomètor (R. 180-164 aC, 163-145 aC) | Ptolemeu VI Filomètor (R. 180-164 aC, 163-145 aC) | Ptolemeu VI Filomètor (R. 180-164 aC, 163-145 aC) | Ptolemeu VI Filomètor (R. 180-164 aC, 163-145 aC) | Ptolemeu VI Filomètor (R. 180-164 aC, 163-145 aC) |                      |                      | Cleòpatra II (R. 131-127 aC)                | Cleòpatra II (R. 131-127 aC)                | Cleòpatra II (R. 131-127 aC)                | Cleòpatra II (R. 131-127 aC)                | Cleòpatra II (R. 131-127 aC)                | Cleòpatra II (R. 131-127 aC)                |  |  |                                       |                                       |                                       |                                       |                                       |                                       |  |  | Ptolemeu VIII Evèrgetes II (R. 170-163 aC, 145-116 aC) | Ptolemeu VIII Evèrgetes II (R. 170-163 aC, 145-116 aC) | Ptolemeu VIII Evèrgetes II (R. 170-163 aC, 145-116 aC) | Ptolemeu VIII Evèrgetes II (R. 170-163 aC, 145-116 aC) | Ptolemeu VIII Evèrgetes II (R. 170-163 aC, 145-116 aC) | Ptolemeu VIII Evèrgetes II (R. 170-163 aC, 145-116 aC) |  |  | Eirene                               | Eirene                               | Eirene                               | Eirene                               | Eirene                               | Eirene                               |  |  |                          |                          |                          |                          |                          |                          |  |  |  |  |  |  |  |  |  |  |  |  |  |  |  |  |  |  |  |  |  |  |  |  |
|            |            |            |            |                           |                           |                           |                           |                                                   |                                                   |                                                   |                                                   |                                                   |                                                   |                      |                      |                                             |                                             |                                             |                                             |                                             |                                             |  |  |                                       |                                       |                                       |                                       |                                       |                                       |  |  |                                                        |                                                        |                                                        |                                                        |                                                        |                                                        |  |  |                                      |                                      |                                      |                                      |                                      |                                      |  |  |                          |                          |                          |                          |                          |                          |  |  |  |  |  |  |  |  |  |  |  |  |  |  |  |  |  |  |  |  |  |  |  |  |
|            |            |            |            |                           |                           |                           |                           |                                                   |                                                   |                                                   |                                                   |                                                   |                                                   |                      |                      |                                             |                                             |                                             |                                             |                                             |                                             |  |  |                                       |                                       |                                       |                                       |                                       |                                       |  |  |                                                        |                                                        |                                                        |                                                        |                                                        |                                                        |  |  |                                      |                                      |                                      |                                      |                                      |                                      |  |  |                          |                          |                          |                          |                          |                          |  |  |  |  |  |  |  |  |  |  |  |  |  |  |  |  |  |  |  |  |  |  |  |  |
|            |            |            |            |                           |                           |                           |                           | Ptolemeu VII Neofilopàtor                         | Ptolemeu VII Neofilopàtor                         | Ptolemeu VII Neofilopàtor                         | Ptolemeu VII Neofilopàtor                         | Ptolemeu VII Neofilopàtor                         | Ptolemeu VII Neofilopàtor                         |                      |                      | Cleòpatra III (R. 116-101 aC)               | Cleòpatra III (R. 116-101 aC)               | Cleòpatra III (R. 116-101 aC)               | Cleòpatra III (R. 116-101 aC)               | Cleòpatra III (R. 116-101 aC)               | Cleòpatra III (R. 116-101 aC)               |  |  | Ptolemeu Memfita                      | Ptolemeu Memfita                      | Ptolemeu Memfita                      | Ptolemeu Memfita                      | Ptolemeu Memfita                      | Ptolemeu Memfita                      |  |  |                                                        |                                                        |                                                        |                                                        |                                                        |                                                        |  |  | Ptolemeu Apió                        | Ptolemeu Apió                        | Ptolemeu Apió                        | Ptolemeu Apió                        | Ptolemeu Apió                        | Ptolemeu Apió                        |  |  |                          |                          |                          |                          |                          |                          |  |  |  |  |  |  |  |  |  |  |  |  |  |  |  |  |  |  |  |  |  |  |  |  |
|            |            |            |            |                           |                           |                           |                           | Ptolemeu VII Neofilopàtor                         | Ptolemeu VII Neofilopàtor                         | Ptolemeu VII Neofilopàtor                         | Ptolemeu VII Neofilopàtor                         | Ptolemeu VII Neofilopàtor                         | Ptolemeu VII Neofilopàtor                         |                      |                      | Cleòpatra III (R. 116-101 aC)               | Cleòpatra III (R. 116-101 aC)               | Cleòpatra III (R. 116-101 aC)               | Cleòpatra III (R. 116-101 aC)               | Cleòpatra III (R. 116-101 aC)               | Cleòpatra III (R. 116-101 aC)               |  |  | Ptolemeu Memfita                      | Ptolemeu Memfita                      | Ptolemeu Memfita                      | Ptolemeu Memfita                      | Ptolemeu Memfita                      | Ptolemeu Memfita                      |  |  |                                                        |                                                        |                                                        |                                                        |                                                        |                                                        |  |  | Ptolemeu Apió                        | Ptolemeu Apió                        | Ptolemeu Apió                        | Ptolemeu Apió                        | Ptolemeu Apió                        | Ptolemeu Apió                        |  |  |                          |                          |                          |                          |                          |                          |  |  |  |  |  |  |  |  |  |  |  |  |  |  |  |  |  |  |  |  |  |  |  |  |
|            |            |            |            |                           |                           |                           |                           |                                                   |                                                   |                                                   |                                                   |                                                   |                                                   |                      |                      |                                             |                                             |                                             |                                             |                                             |                                             |  |  |                                       |                                       |                                       |                                       |                                       |                                       |  |  |                                                        |                                                        |                                                        |                                                        |                                                        |                                                        |  |  |                                      |                                      |                                      |                                      |                                      |                                      |  |  |                          |                          |                          |                          |                          |                          |  |  |  |  |  |  |  |  |  |  |  |  |  |  |  |  |  |  |  |  |  |  |  |  |
|            |            |            |            |                           |                           |                           |                           |                                                   |                                                   |                                                   |                                                   |                                                   |                                                   |                      |                      |                                             |                                             |                                             |                                             |                                             |                                             |  |  |                                       |                                       |                                       |                                       |                                       |                                       |  |  |                                                        |                                                        |                                                        |                                                        |                                                        |                                                        |  |  |                                      |                                      |                                      |                                      |                                      |                                      |  |  |                          |                          |                          |                          |                          |                          |  |  |  |  |  |  |  |  |  |  |  |  |  |  |  |  |  |  |  |  |  |  |  |  |
|            |            |            |            |                           |                           |                           |                           |                                                   |                                                   |                                                   |                                                   |                                                   |                                                   |                      |                      |                                             |                                             |                                             |                                             |                                             |                                             |  |  |                                       |                                       |                                       |                                       |                                       |                                       |  |  |                                                        |                                                        |                                                        |                                                        |                                                        |                                                        |  |  |                                      |                                      |                                      |                                      |                                      |                                      |  |  |                          |                          |                          |                          |                          |                          |  |  |  |  |  |  |  |  |  |  |  |  |  |  |  |  |  |  |  |  |  |  |  |  |
|            |            |            |            |                           |                           |                           |                           |                                                   |                                                   |                                                   |                                                   |                                                   |                                                   |                      |                      |                                             |                                             |                                             |                                             |                                             |                                             |  |  |                                       |                                       |                                       |                                       |                                       |                                       |  |  |                                                        |                                                        |                                                        |                                                        |                                                        |                                                        |  |  |                                      |                                      |                                      |                                      |                                      |                                      |  |  |                          |                          |                          |                          |                          |                          |  |  |  |  |  |  |  |  |  |  |  |  |  |  |  |  |  |  |  |  |  |  |  |  |
|            |            |            |            |                           |                           |                           |                           | Cleòpatra IV                                      | Cleòpatra IV                                      | Cleòpatra IV                                      | Cleòpatra IV                                      | Cleòpatra IV                                      | Cleòpatra IV                                      |                      |                      | Ptolemeu IX Làtir (R. 116-107 aC, 88-80 aC) | Ptolemeu IX Làtir (R. 116-107 aC, 88-80 aC) | Ptolemeu IX Làtir (R. 116-107 aC, 88-80 aC) | Ptolemeu IX Làtir (R. 116-107 aC, 88-80 aC) | Ptolemeu IX Làtir (R. 116-107 aC, 88-80 aC) | Ptolemeu IX Làtir (R. 116-107 aC, 88-80 aC) |  |  | Cleòpatra V Selene                    | Cleòpatra V Selene                    | Cleòpatra V Selene                    | Cleòpatra V Selene                    | Cleòpatra V Selene                    | Cleòpatra V Selene                    |  |  | Ptolemeu X Alexandre I (R. 107-88 aC)                  | Ptolemeu X Alexandre I (R. 107-88 aC)                  | Ptolemeu X Alexandre I (R. 107-88 aC)                  | Ptolemeu X Alexandre I (R. 107-88 aC)                  | Ptolemeu X Alexandre I (R. 107-88 aC)                  | Ptolemeu X Alexandre I (R. 107-88 aC)                  |  |  |                                      |                                      |                                      |                                      |                                      |                                      |  |  |                          |                          |                          |                          |                          |                          |  |  |  |  |  |  |  |  |  |  |  |  |  |  |  |  |  |  |  |  |  |  |  |  |
|            |            |            |            |                           |                           |                           |                           | Cleòpatra IV                                      | Cleòpatra IV                                      | Cleòpatra IV                                      | Cleòpatra IV                                      | Cleòpatra IV                                      | Cleòpatra IV                                      |                      |                      | Ptolemeu IX Làtir (R. 116-107 aC, 88-80 aC) | Ptolemeu IX Làtir (R. 116-107 aC, 88-80 aC) | Ptolemeu IX Làtir (R. 116-107 aC, 88-80 aC) | Ptolemeu IX Làtir (R. 116-107 aC, 88-80 aC) | Ptolemeu IX Làtir (R. 116-107 aC, 88-80 aC) | Ptolemeu IX Làtir (R. 116-107 aC, 88-80 aC) |  |  | Cleòpatra V Selene                    | Cleòpatra V Selene                    | Cleòpatra V Selene                    | Cleòpatra V Selene                    | Cleòpatra V Selene                    | Cleòpatra V Selene                    |  |  | Ptolemeu X Alexandre I (R. 107-88 aC)                  | Ptolemeu X Alexandre I (R. 107-88 aC)                  | Ptolemeu X Alexandre I (R. 107-88 aC)                  | Ptolemeu X Alexandre I (R. 107-88 aC)                  | Ptolemeu X Alexandre I (R. 107-88 aC)                  | Ptolemeu X Alexandre I (R. 107-88 aC)                  |  |  |                                      |                                      |                                      |                                      |                                      |                                      |  |  |                          |                          |                          |                          |                          |                          |  |  |  |  |  |  |  |  |  |  |  |  |  |  |  |  |  |  |  |  |  |  |  |  |
|            |            |            |            |                           |                           |                           |                           |                                                   |                                                   |                                                   |                                                   |                                                   |                                                   |                      |                      |                                             |                                             |                                             |                                             |                                             |                                             |  |  |                                       |                                       |                                       |                                       |                                       |                                       |  |  |                                                        |                                                        |                                                        |                                                        |                                                        |                                                        |  |  |                                      |                                      |                                      |                                      |                                      |                                      |  |  |                          |                          |                          |                          |                          |                          |  |  |  |  |  |  |  |  |  |  |  |  |  |  |  |  |  |  |  |  |  |  |  |  |
|            |            |            |            |                           |                           |                           |                           |                                                   |                                                   |                                                   |                                                   |                                                   |                                                   |                      |                      |                                             |                                             |                                             |                                             |                                             |                                             |  |  |                                       |                                       |                                       |                                       |                                       |                                       |  |  |                                                        |                                                        |                                                        |                                                        |                                                        |                                                        |  |  |                                      |                                      |                                      |                                      |                                      |                                      |  |  |                          |                          |                          |                          |                          |                          |  |  |  |  |  |  |  |  |  |  |  |  |  |  |  |  |  |  |  |  |  |  |  |  |
|            |            |            |            |                           |                           |                           |                           | Ptolemeu XII Auletes (R. 80-58 aC, 55-51 aC)      | Ptolemeu XII Auletes (R. 80-58 aC, 55-51 aC)      | Ptolemeu XII Auletes (R. 80-58 aC, 55-51 aC)      | Ptolemeu XII Auletes (R. 80-58 aC, 55-51 aC)      | Ptolemeu XII Auletes (R. 80-58 aC, 55-51 aC)      | Ptolemeu XII Auletes (R. 80-58 aC, 55-51 aC)      |                      |                      |                                             |                                             |                                             |                                             |                                             |                                             |  |  | Berenice III (R. 81-80 aC)            | Berenice III (R. 81-80 aC)            | Berenice III (R. 81-80 aC)            | Berenice III (R. 81-80 aC)            | Berenice III (R. 81-80 aC)            | Berenice III (R. 81-80 aC)            |  |  | Ptolemeu XI Alexandre II (R. 80 aC)                    | Ptolemeu XI Alexandre II (R. 80 aC)                    | Ptolemeu XI Alexandre II (R. 80 aC)                    | Ptolemeu XI Alexandre II (R. 80 aC)                    | Ptolemeu XI Alexandre II (R. 80 aC)                    | Ptolemeu XI Alexandre II (R. 80 aC)                    |  |  |                                      |                                      |                                      |                                      |                                      |                                      |  |  |                          |                          |                          |                          |                          |                          |  |  |  |  |  |  |  |  |  |  |  |  |  |  |  |  |  |  |  |  |  |  |  |  |
|            |            |            |            |                           |                           |                           |                           | Ptolemeu XII Auletes (R. 80-58 aC, 55-51 aC)      | Ptolemeu XII Auletes (R. 80-58 aC, 55-51 aC)      | Ptolemeu XII Auletes (R. 80-58 aC, 55-51 aC)      | Ptolemeu XII Auletes (R. 80-58 aC, 55-51 aC)      | Ptolemeu XII Auletes (R. 80-58 aC, 55-51 aC)      | Ptolemeu XII Auletes (R. 80-58 aC, 55-51 aC)      |                      |                      |                                             |                                             |                                             |                                             |                                             |                                             |  |  | Berenice III (R. 81-80 aC)            | Berenice III (R. 81-80 aC)            | Berenice III (R. 81-80 aC)            | Berenice III (R. 81-80 aC)            | Berenice III (R. 81-80 aC)            | Berenice III (R. 81-80 aC)            |  |  | Ptolemeu XI Alexandre II (R. 80 aC)                    | Ptolemeu XI Alexandre II (R. 80 aC)                    | Ptolemeu XI Alexandre II (R. 80 aC)                    | Ptolemeu XI Alexandre II (R. 80 aC)                    | Ptolemeu XI Alexandre II (R. 80 aC)                    | Ptolemeu XI Alexandre II (R. 80 aC)                    |  |  |                                      |                                      |                                      |                                      |                                      |                                      |  |  |                          |                          |                          |                          |                          |                          |  |  |  |  |  |  |  |  |  |  |  |  |  |  |  |  |  |  |  |  |  |  |  |  |
|            |            |            |            |                           |                           |                           |                           |                                                   |                                                   |                                                   |                                                   |                                                   |                                                   |                      |                      |                                             |                                             |                                             |                                             |                                             |                                             |  |  |                                       |                                       |                                       |                                       |                                       |                                       |  |  |                                                        |                                                        |                                                        |                                                        |                                                        |                                                        |  |  |                                      |                                      |                                      |                                      |                                      |                                      |  |  |                          |                          |                          |                          |                          |                          |  |  |  |  |  |  |  |  |  |  |  |  |  |  |  |  |  |  |  |  |  |  |  |  |
|            |            |            |            |                           |                           |                           |                           |                                                   |                                                   |                                                   |                                                   |                                                   |                                                   |                      |                      |                                             |                                             |                                             |                                             |                                             |                                             |  |  |                                       |                                       |                                       |                                       |                                       |                                       |  |  |                                                        |                                                        |                                                        |                                                        |                                                        |                                                        |  |  |                                      |                                      |                                      |                                      |                                      |                                      |  |  |                          |                          |                          |                          |                          |                          |  |  |  |  |  |  |  |  |  |  |  |  |  |  |  |  |  |  |  |  |  |  |  |  |
|            |            |            |            |                           |                           |                           |                           |                                                   |                                                   |                                                   |                                                   |                                                   |                                                   |                      |                      |                                             |                                             |                                             |                                             |                                             |                                             |  |  | Cleòpatra V (R. 58-55 aC)             |                                       |                                       |                                       |                                       |                                       |  |  |                                                        |                                                        |                                                        |                                                        |                                                        |                                                        |  |  |                                      |                                      |                                      |                                      |                                      |                                      |  |  |                          |                          |                          |                          |                          |                          |  |  |  |  |  |  |  |  |  |  |  |  |  |  |  |  |  |  |  |  |  |  |  |  |
|            |            |            |            |                           |                           |                           |                           |                                                   |                                                   |                                                   |                                                   |                                                   |                                                   |                      |                      |                                             |                                             |                                             |                                             |                                             |                                             |  |  |                                       |                                       |                                       |                                       |                                       |                                       |  |  |                                                        |                                                        |                                                        |                                                        |                                                        |                                                        |  |  |                                      |                                      |                                      |                                      |                                      |                                      |  |  |                          |                          |                          |                          |                          |                          |  |  |  |  |  |  |  |  |  |  |  |  |  |  |  |  |  |  |  |  |  |  |  |  |
|            |            |            |            |                           |                           |                           |                           |                                                   |                                                   |                                                   |                                                   |                                                   |                                                   |                      |                      |                                             |                                             |                                             |                                             |                                             |                                             |  |  |                                       |                                       |                                       |                                       |                                       |                                       |  |  |                                                        |                                                        |                                                        |                                                        |                                                        |                                                        |  |  |                                      |                                      |                                      |                                      |                                      |                                      |  |  |                          |                          |                          |                          |                          |                          |  |  |  |  |  |  |  |  |  |  |  |  |  |  |  |  |  |  |  |  |  |  |  |  |
|            |            |            |            |                           |                           |                           |                           |                                                   |                                                   |                                                   |                                                   |                                                   |                                                   |                      |                      |                                             |                                             |                                             |                                             |                                             |                                             |  |  |                                       |                                       |                                       |                                       |                                       |                                       |  |  |                                                        |                                                        |                                                        |                                                        |                                                        |                                                        |  |  |                                      |                                      |                                      |                                      |                                      |                                      |  |  |                          |                          |                          |                          |                          |                          |  |  |  |  |  |  |  |  |  |  |  |  |  |  |  |  |  |  |  |  |  |  |  |  |
|            |            |            |            |                           |                           |                           |                           | Cleòpatra VI Trifene (R. 58 aC)                   | Cleòpatra VI Trifene (R. 58 aC)                   | Cleòpatra VI Trifene (R. 58 aC)                   | Cleòpatra VI Trifene (R. 58 aC)                   | Cleòpatra VI Trifene (R. 58 aC)                   | Cleòpatra VI Trifene (R. 58 aC)                   |                      |                      | Berenice IV (R. 58-55 aC)                   | Berenice IV (R. 58-55 aC)                   | Berenice IV (R. 58-55 aC)                   | Berenice IV (R. 58-55 aC)                   | Berenice IV (R. 58-55 aC)                   | Berenice IV (R. 58-55 aC)                   |  |  | Ptolemeu XIII Filopàtor (R. 52-47 aC) | Ptolemeu XIII Filopàtor (R. 52-47 aC) | Ptolemeu XIII Filopàtor (R. 52-47 aC) | Ptolemeu XIII Filopàtor (R. 52-47 aC) | Ptolemeu XIII Filopàtor (R. 52-47 aC) | Ptolemeu XIII Filopàtor (R. 52-47 aC) |  |  | Cleòpatra VII Thea Filopàtor (R. 51-30 aC)             | Cleòpatra VII Thea Filopàtor (R. 51-30 aC)             | Cleòpatra VII Thea Filopàtor (R. 51-30 aC)             | Cleòpatra VII Thea Filopàtor (R. 51-30 aC)             | Cleòpatra VII Thea Filopàtor (R. 51-30 aC)             | Cleòpatra VII Thea Filopàtor (R. 51-30 aC)             |  |  | Ptolemeu XIV Filopàtor (R. 47-44 aC) | Ptolemeu XIV Filopàtor (R. 47-44 aC) | Ptolemeu XIV Filopàtor (R. 47-44 aC) | Ptolemeu XIV Filopàtor (R. 47-44 aC) | Ptolemeu XIV Filopàtor (R. 47-44 aC) | Ptolemeu XIV Filopàtor (R. 47-44 aC) |  |  | Arsínoe IV (R. 48-47 aC) | Arsínoe IV (R. 48-47 aC) | Arsínoe IV (R. 48-47 aC) | Arsínoe IV (R. 48-47 aC) | Arsínoe IV (R. 48-47 aC) | Arsínoe IV (R. 48-47 aC) |  |  |  |  |  |  |  |  |  |  |  |  |  |  |  |  |  |  |  |  |  |  |  |  |
|            |            |            |            |                           |                           |                           |                           | Cleòpatra VI Trifene (R. 58 aC)                   | Cleòpatra VI Trifene (R. 58 aC)                   | Cleòpatra VI Trifene (R. 58 aC)                   | Cleòpatra VI Trifene (R. 58 aC)                   | Cleòpatra VI Trifene (R. 58 aC)                   | Cleòpatra VI Trifene (R. 58 aC)                   |                      |                      | Berenice IV (R. 58-55 aC)                   | Berenice IV (R. 58-55 aC)                   | Berenice IV (R. 58-55 aC)                   | Berenice IV (R. 58-55 aC)                   | Berenice IV (R. 58-55 aC)                   | Berenice IV (R. 58-55 aC)                   |  |  | Ptolemeu XIII Filopàtor (R. 52-47 aC) | Ptolemeu XIII Filopàtor (R. 52-47 aC) | Ptolemeu XIII Filopàtor (R. 52-47 aC) | Ptolemeu XIII Filopàtor (R. 52-47 aC) | Ptolemeu XIII Filopàtor (R. 52-47 aC) | Ptolemeu XIII Filopàtor (R. 52-47 aC) |  |  | Cleòpatra VII Thea Filopàtor (R. 51-30 aC)             | Cleòpatra VII Thea Filopàtor (R. 51-30 aC)             | Cleòpatra VII Thea Filopàtor (R. 51-30 aC)             | Cleòpatra VII Thea Filopàtor (R. 51-30 aC)             | Cleòpatra VII Thea Filopàtor (R. 51-30 aC)             | Cleòpatra VII Thea Filopàtor (R. 51-30 aC)             |  |  | Ptolemeu XIV Filopàtor (R. 47-44 aC) | Ptolemeu XIV Filopàtor (R. 47-44 aC) | Ptolemeu XIV Filopàtor (R. 47-44 aC) | Ptolemeu XIV Filopàtor (R. 47-44 aC) | Ptolemeu XIV Filopàtor (R. 47-44 aC) | Ptolemeu XIV Filopàtor (R. 47-44 aC) |  |  | Arsínoe IV (R. 48-47 aC) | Arsínoe IV (R. 48-47 aC) | Arsínoe IV (R. 48-47 aC) | Arsínoe IV (R. 48-47 aC) | Arsínoe IV (R. 48-47 aC) | Arsínoe IV (R. 48-47 aC) |  |  |  |  |  |  |  |  |  |  |  |  |  |  |  |  |  |  |  |  |  |  |  |  |
|            |            |            |            |                           |                           |                           |                           |                                                   |                                                   |                                                   |                                                   |                                                   |                                                   |                      |                      |                                             |                                             |                                             |                                             |                                             |                                             |  |  |                                       |                                       |                                       |                                       |                                       |                                       |  |  |                                                        |                                                        |                                                        |                                                        |                                                        |                                                        |  |  |                                      |                                      |                                      |                                      |                                      |                                      |  |  |                          |                          |                          |                          |                          |                          |  |  |  |  |  |  |  |  |  |  |  |  |  |  |  |  |  |  |  |  |  |  |  |  |
|            |            |            |            |                           |                           |                           |                           |                                                   |                                                   |                                                   |                                                   |                                                   |                                                   |                      |                      | Juli Cèsar                                  | Juli Cèsar                                  | Juli Cèsar                                  | Juli Cèsar                                  | Juli Cèsar                                  | Juli Cèsar                                  |  |  |                                       |                                       |                                       |                                       |                                       |                                       |  |  |                                                        |                                                        |                                                        |                                                        |                                                        |                                                        |  |  |                                      |                                      |                                      |                                      |                                      |                                      |  |  | Marc Antoni              | Marc Antoni              | Marc Antoni              | Marc Antoni              | Marc Antoni              | Marc Antoni              |  |  |  |  |  |  |  |  |  |  |  |  |  |  |  |  |  |  |  |  |  |  |  |  |
|            |            |            |            |                           |                           |                           |                           |                                                   |                                                   |                                                   |                                                   |                                                   |                                                   |                      |                      | Juli Cèsar                                  | Juli Cèsar                                  | Juli Cèsar                                  | Juli Cèsar                                  | Juli Cèsar                                  | Juli Cèsar                                  |  |  |                                       |                                       |                                       |                                       |                                       |                                       |  |  |                                                        |                                                        |                                                        |                                                        |                                                        |                                                        |  |  |                                      |                                      |                                      |                                      |                                      |                                      |  |  | Marc Antoni              | Marc Antoni              | Marc Antoni              | Marc Antoni              | Marc Antoni              | Marc Antoni              |  |  |  |  |  |  |  |  |  |  |  |  |  |  |  |  |  |  |  |  |  |  |  |  |
|            |            |            |            |                           |                           |                           |                           |                                                   |                                                   |                                                   |                                                   |                                                   |                                                   |                      |                      |                                             |                                             |                                             |                                             |                                             |                                             |  |  |                                       |                                       |                                       |                                       |                                       |                                       |  |  |                                                        |                                                        |                                                        |                                                        |                                                        |                                                        |  |  |                                      |                                      |                                      |                                      |                                      |                                      |  |  |                          |                          |                          |                          |                          |                          |  |  |  |  |  |  |  |  |  |  |  |  |  |  |  |  |  |  |  |  |  |  |  |  |
|            |            |            |            |                           |                           |                           |                           |                                                   |                                                   |                                                   |                                                   |                                                   |                                                   |                      |                      |                                             |                                             |                                             |                                             |                                             |                                             |  |  |                                       |                                       |                                       |                                       |                                       |                                       |  |  |                                                        |                                                        |                                                        |                                                        |                                                        |                                                        |  |  |                                      |                                      |                                      |                                      |                                      |                                      |  |  |                          |                          |                          |                          |                          |                          |  |  |  |  |  |  |  |  |  |  |  |  |  |  |  |  |  |  |  |  |  |  |  |  |
|            |            |            |            |                           |                           |                           |                           |                                                   |                                                   |                                                   |                                                   |                                                   |                                                   |                      |                      | Ptolemeu XV Cesarió (R. 44-30 aC)           | Ptolemeu XV Cesarió (R. 44-30 aC)           | Ptolemeu XV Cesarió (R. 44-30 aC)           | Ptolemeu XV Cesarió (R. 44-30 aC)           | Ptolemeu XV Cesarió (R. 44-30 aC)           | Ptolemeu XV Cesarió (R. 44-30 aC)           |  |  | Alexandre Heli                        | Alexandre Heli                        | Alexandre Heli                        | Alexandre Heli                        | Alexandre Heli                        | Alexandre Heli                        |  |  | Ptolemeu Filadelf                                      | Ptolemeu Filadelf                                      | Ptolemeu Filadelf                                      | Ptolemeu Filadelf                                      | Ptolemeu Filadelf                                      | Ptolemeu Filadelf                                      |  |  | Cleòpatra VIII Selene II             | Cleòpatra VIII Selene II             | Cleòpatra VIII Selene II             | Cleòpatra VIII Selene II             | Cleòpatra VIII Selene II             | Cleòpatra VIII Selene II             |  |  |                          |                          |                          |                          |                          |                          |  |  |  |  |  |  |  |  |  |  |  |  |  |  |  |  |  |  |  |  |  |  |  |  |
|            |            |            |            |                           |                           |                           |                           |                                                   |                                                   |                                                   |                                                   |                                                   |                                                   |                      |                      | Ptolemeu XV Cesarió (R. 44-30 aC)           | Ptolemeu XV Cesarió (R. 44-30 aC)           | Ptolemeu XV Cesarió (R. 44-30 aC)           | Ptolemeu XV Cesarió (R. 44-30 aC)           | Ptolemeu XV Cesarió (R. 44-30 aC)           | Ptolemeu XV Cesarió (R. 44-30 aC)           |  |  | Alexandre Heli                        | Alexandre Heli                        | Alexandre Heli                        | Alexandre Heli                        | Alexandre Heli                        | Alexandre Heli                        |  |  | Ptolemeu Filadelf                                      | Ptolemeu Filadelf                                      | Ptolemeu Filadelf                                      | Ptolemeu Filadelf                                      | Ptolemeu Filadelf                                      | Ptolemeu Filadelf                                      |  |  | Cleòpatra VIII Selene II             | Cleòpatra VIII Selene II             | Cleòpatra VIII Selene II             | Cleòpatra VIII Selene II             | Cleòpatra VIII Selene II             | Cleòpatra VIII Selene II             |  |  |                          |                          |                          |                          |                          |                          |  |  |  |  |  |  |  |  |  |  |  |  |  |  |  |  |  |  |  |  |  |  |  |  |
|            |            |            |            |                           |                           |                           |                           |                                                   |                                                   |                                                   |                                                   |                                                   |                                                   |                      |                      |                                             |                                             |                                             |                                             |                                             |                                             |  |  |                                       |                                       |                                       |                                       |                                       |                                       |  |  |                                                        |                                                        |                                                        |                                                        |                                                        |                                                        |  |  | Ptolemeu de Mauritània               |                                      |                                      |                                      |                                      |                                      |  |  |                          |                          |                          |                          |                          |                          |  |  |  |  |  |  |  |  |  |  |  |  |  |  |  |  |  |  |  |  |  |  |  |  |